# Viskraai
De viskraai (Corvus ossifragus) behoort tot de familie van de kraaiachtigen.

## Verspreiding en leefgebied
Deze soort komt voor in het oosten en zuidoosten van de Verenigde Staten, met name van New England tot zuidelijk Texas.